# Самойловка (Новониколаевский район)
Само́йловка (укр. Самійлівка) — село,
Самойловский сельский совет,
Новониколаевский район,
Запорожская область,
Украина.
Код КОАТУУ — 2323685201. Население по переписи 2001 года составляло 438 человек.
Является административным центром Самойловского сельского совета, в который, кроме того, входят сёла
Бойково,
Зоревка и
Светлая Долина.

## Географическое положение
Село Самойловка находится на расстоянии в 3 км от сёл Светлая Долина, Голубково и Зоревка.
По селу протекает пересыхающий ручей с запрудой.

## История
- 1879 год — дата основания. Основатели села — Самойленко и Рыбалко (казаки Запорожского казачества).[источник не указан 2129 дней]

## Экономика
- «Агросистема-Лан», ООО.
- «Видродження», ООО.
- «Свитанок», ООО.

## Объекты социальной сферы
- Школа.
- Детский сад.
- Дом культуры.
- Фельдшерско-акушерский пункт.

## Достопримечательности
- Братская могила, похоронено 522 советских воинов, погибших при освобождении села.